# Trixoscelis stukei
Trixoscelis stukei är en tvåvingeart som beskrevs av Woznica 2009. Trixoscelis stukei ingår i släktet Trixoscelis och familjen myllflugor. Inga underarter finns listade i Catalogue of Life.